# معاهد طيبة العليا
أكاديمية طيبة المتكاملة للعلوم هي من المعاهد الخاصة المصرية تحتوى على تخصصات: هندسة وحاسبات ومعلومات وتجارة، لها مجلس إدارة، ومجلس استشاري، أكاديمية طيبة هي الفرع الثاني من مؤسسات طيبة التعليمية وهي الفرع المخصص للتعليم الجامعى، وللأكاديمية فرعين واحد في المعادى بالقاهرة والثاني بالجيزة الواقع في طريق سقارة، أُنشأت الأكاديمية عام 1995، وبدأت الدراسة بها في العام التالى من خلال فرع سقارة فقط «المعهد العالى لتكنولوجيا الإدارة والمعلومات»، بينما انضم فرع المعادى وبدأت الدراسة فيه عام 1999 «المعهد العالي للعلوم الإدارية» و«المعهد العالى للهندسة»، ويرأس الأكاديمية الدكتور صديق عفيفي صاحب مؤسسات طيبة التعليمية وهو رئيس مجلس إدارتها.
 تضم الأكاديمية ثلاث معاهد عليا هي:
- المعهد العالى لتكنولوجيا الإدارة والمعلومات وفيه خمس تخصصات هي:
  - علوم الحاسب
  - نظم المعلومات الإدارية
  - إدارة الأعمال
  - المحاسبة
  - إدارة البنوك والمؤسسات المالية.
- المعهد العالى للعلوم الإدارية (وفيه نفس تخصصات المعهد الأول) بالإضافة إلى تخصص (التسويق والتجارة الإلكترونيه)
- المعهد العالى للهندسة وفيه ثلاث تخصصات هي:
  - هندسة الحاسبات
  - هندسة الاتصالات والإلكترونيات
  - الهندسة المعمارية
  - الهندسة المدنية

والثلاث معاهد يتبعوا نظام الدراسة الأمريكي: (نظام الساعات المعتمدة، المقررات)، وليس نظام السنوات الدراسية كما هو متبع في الجامعات الحكومية.